# مجتمع مزدهر باعتدال
المجتمع المزدهر باعتدال (بالصينية: 小康社会) هو مفهوم صيني، يرتبط في الأصل بالكونفوشيوسية، ويشير إلى مجتمع يضم طبقة وسطى فعالة. في ديسمبر 1979، اقترح الرئيس دينج شياو بينج فكرة «المجتمع المزدهر باعتدال» ضمن مبادئ التحديث الأربع.
استُخدمت العبارة أيضًا في عهد رئاسة هو چينتاو، الأمين العام للحزب الشيوعي الصيني بين 2002 و2012، للإشارة إلى السياسات الاقتصادية التي تهدف إلى توزيع أكثر مساواة للثروة. انطلقت في عهد شي چين بينج، مصطلحات أخرى مثل «الحلم الصيني»، وحازت انتشارًا أكثر. ومع ذلك، ففي المؤتمر الوطني للحزب في 2015، أعلن شي مجموعة من الشعارات السياسية سُميت الشموليات الأربع، كان من بينها «العمل على بناء مجتمع مزدهر باعتدال من جميع النواحي».

## استشهادات
1. ↑  "إلقاء نظرة على النقاط الساخنة في الدورتين والإجابة على "الأسئلة حول الصين"". 17 أبريل 2017. مؤرشف من الأصل في 2020-06-01. اطلع عليه بتاريخ 2020-05-02.